# Juan XI
Juan XI (Roma, 910-Roma, diciembre de 935) fue el papa 125.º de la Iglesia católica y séptimo papa del período conocido como «pornocracia».

## Biografía
Hijo ilegítimo de Marozia y del papa Sergio III según el historiador Liutprando de Cremona o el Liber Pontificalis, otras fuentes atribuyen al primer esposo de aquella, Alberico I, la paternidad del futuro papa.
Destinado desde su infancia a la carrera eclesiástica, llegaría a alcanzar el título de cardenal de Santa María en Trastevere. Fue elegido papa debido a la poderosa influencia de Marozia, pasando a convertirse —al igual que sus predecesores en el solio pontificio— en un títere en manos de su poderosa madre que ostentaba el gobierno de facto de Roma.
Durante su pontificado concedió a la abadía de Cluny el privilegio de incluir bajo su jurisdicción las abadías que fueran reformadas según sus reglas, lo que supuso que el abad Hugo alcanzara un poder y una influencia enorme.
Es el último papa del periodo conocido como pornocracia, ya que durante su pontificado, su madre, Marozia, cayó en desgracia y perdió todo el poder político que había mantenido desde la elección como papa, en 904, de Sergio III.
Dicha caída se inicia cuando Marozia se casa por tercera vez en 932 con el rey de Italia, Hugo de Arlés lo que hizo rebelarse al duque Alberico el Joven, un hijo fruto del primer matrimonio de Marozia, el cual expulsó de Roma a su nuevo padrastro y mandó encarcelar, en el castillo de Sant'Angelo, a su madre y a su medio hermano el papa Juan XI.
Roma se convierte en un estado gobernado de facto al mando de Alberico II, el cual, con el apoyo de Hugo, el abad de la poderosa abadía de Cluny, dirigirá la política eclesiástica de la Iglesia católica durante los siguientes 20 años.
Juan XI falleció recluido en el Palacio de Letrán en diciembre de 935.